# 泣いちゃいそうだよ (渡辺美里の曲)
「泣いちゃいそうだよ」（ないちゃいそうだよ）は渡辺美里の楽曲で、1992年6月10日にEpic/Sony Records（現・エピックレコードジャパン）より発売された23枚目のシングル。

## 概要
初のセルフカバー・アルバム『HELLO LOVERS』からの先行シングル。表題曲「泣いちゃいそうだよ」は、渡辺本人が出演した明治生命（現・明治安田生命保険）"スーパーライフEX" TV-CMイメージソングとして使用された。
カップリング曲の「サマータイム ブルース」は、16枚目のシングルA面曲として発表された曲であるが、本シングル・バージョンではBメロがカットされ、ロック色の強い音作りになっているなど、原曲とはかなりアレンジの異なる新たなバージョンとなっている。また『HELLO LOVERS』収録のバージョンとはイントロが異なっている。

## 収録曲
1. 泣いちゃいそうだよ（5:15）
作詞：渡辺美里／作曲：岡村靖幸／編曲：大村雅朗
2. サマータイム ブルース（4:38）
作詞・作曲：渡辺美里／編曲・プロデュース：Richard Dodd

## 収録アルバム
- 『HELLO LOVERS』 ※泣いちゃいそうだよ (#2)
- 『HELLO LOVERS』 ※サマータイム ブルース (#4)
- 『Sweet 15th Diamond』※泣いちゃいそうだよ (Disc.1 #13)
- 『25th Anniversary Misato Watanabe Complete Single Collection〜Song is Beautiful〜』※泣いちゃいそうだよ (Disc.2 #9)
- 『harvest』※泣いちゃいそうだよ (Disc.2 #4)